# Riečnica
Riečnica je zaniklá vesnice na Slovensku, část Nové Bystrice v okrese Čadca. V roce 1921 zde stálo 126 domů a žilo zde 868 obyvatel. Původní obec byla v roce 1981 byla začleněna do obce Nová Bystrica a v roce 1985 byla jako osada zrušena z důvodu výstavby vodní nádrže Nová Bystrica. Z Riečnice zůstal zachován kostel Narození Panny Marie.